# Département de San Alberto
Pour les articles homonymes, voir San Alberto.
Le département de San Alberto est une des 26 subdivisions de la province de Córdoba, en Argentine. Son chef-lieu est la ville de Villa Cura Brochero.
Le département a une superficie de 3 327 km2. Sa population s'élevait à 32 395 habitants au recensement de 2001.

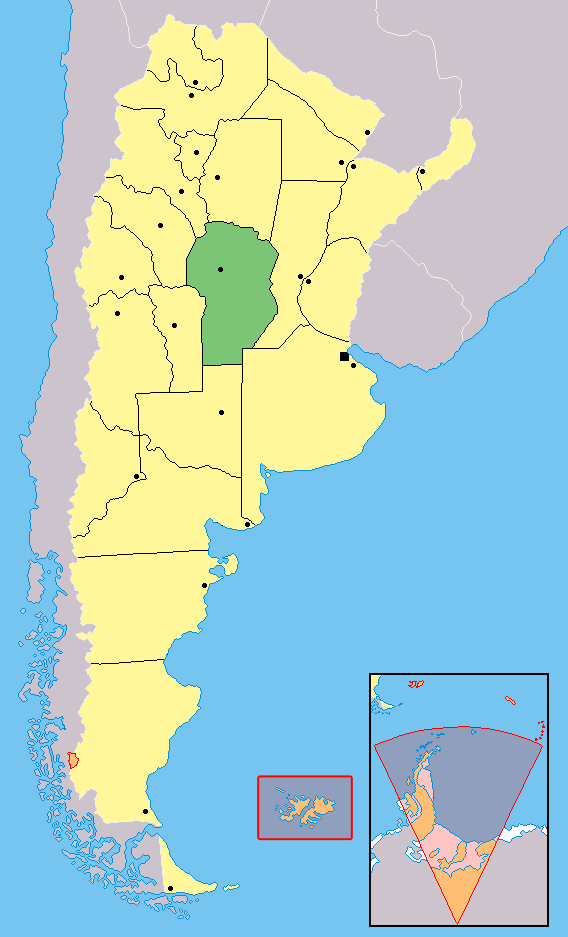
Localisation de la province de Córdoba en Argentine.